# Patrick Aufiero
Patrick Aufiero (* 1. Juli 1980 in Winchester, Massachusetts) ist ein ehemaliger US-amerikanischer Eishockeyspieler, der in der Saison 2005/06 für die Augsburger Panther in der Deutschen Eishockey Liga aktiv war.

## Karriere
Aufiero begann seine Karriere 1998 an der Boston University, wo er für das dortige Eishockeyteam in der Collegeliga Hockey East spielte. Während des NHL Entry Draft 1999 sicherten sich die Verantwortlichen der New York Rangers die Transferrechte an dem Verteidiger, als sie ihn in der dritten Runde an insgesamt 90. Position auswählten. Der Rechtsschütze beendete 2002 sein Studium und wechselte anschließend in die American Hockey League zum Hartford Wolf Pack, dem Farmteam der Rangers. Dort erhielt er einen Zweijahresvertrag. 
Bis 2004 absolvierte er 37 AHL-Partien und erzielte dabei sieben Scorerpunkte. Des Weiteren wurde er 20 Mal in der ECHL bei den Charlotte Checkers eingesetzt. Zur Saison 2004/05 schloss er sich den Providence Bruins an, wo er bis 2005 aktiv war. Anschließend nahmen ihn im Sommer 2005 die Augsburger Panther aus der Deutschen Eishockey Liga unter Vertrag. In seiner ersten Saison bei den Panthern zog er sich bei einem Ligaspiel gegen die Frankfurt Lions eine schwere Knieverletzung zu, die ihn dazu zwang, seine Karriere 2006 zu beenden. Aufiero trug nur 23 Mal das Trikot der Augsburger Panther.